# 国家水利风景区

国家水利风景区徽标

中華人民共和國的国家水利风景区，是指以水域（水体）或水利工程为依托，按照水利风景资源即水域（水体）及相关联的岸地、岛屿、林草、建筑等能对人产生吸引力的自然景观和人文景观的观赏、文化、科学价值和水资源生态环境保护质量及景区利用、管理条件分级，经水利部水利风景区评审委员会评定，由水利部公布的可以开展观光、娱乐、休闲、度假或科学、文化、教育活动的区域。水利风景区有水库型、湿地型、自然河湖型、城市河湖型、灌区型、水土保持型6类。
2001年9月27日，中华人民共和国水利部公布首批国家水利风景区名单。2023年2月1日，水利部公布第二十批国家水利风景区名单后，中国已建成国家水利风景区921家。

## 列表
截至2023年2月，共有国家水利风景区921家。以下名单来自“水利风景区建设管理”网站，名称与公布文件中的不完全一致，按水利风景区的行政隶属及公布批次排序。

### 水利部（共2家）
- 黄河小浪底水利枢纽水利风景区（第三批）
- 黄河万家寨水利枢纽水利风景区（第三批）

### 长江水利委员会（共3家）
- 丹江口市松涛水利风景区（第六批）
- 丹江口大坝水利风景区（第十三批）
- 陆水水库水利风景区（第十七批）

### 黄河水利委员会（共23家）
- 黄河三门峡大坝水利风景区（第二批）
- 河南黄河花园口水利风景区（第二批）
- 济南百里黄河水利风景区（第三批）
- 山西永济黄河蒲津渡水利风景区（第四批）
- 开封黄河柳园口水利风景区（第四批）
- 濮阳黄河水利风景区（第五批）
- 范县黄河水利风景区（第六批）
- 潼关县金三角黄河水利风景区（第六批）
- 河南台前县将军渡黄河风景区（第七批）
- 山东淄博黄河水利风景区（第七批）
- 河南孟州黄河开仪水利风景区（第八批）
- 山东滨州黄河水利风景区（第九批）
- 东阿黄河水利风景区（第十批）
- 德州黄河水利风景区（第十批）
- 垦利区黄河口水利风景区（第十批）
- 山东邹平黄河水利风景区（第十一批）
- 山东菏泽黄河水利风景区（第十一批）
- 甘肃庆阳南小河沟水利风景区（第十一批）
- 河南故县洛宁西子湖水利风景区（第十一批）
- 利津县黄河生态水利风景区（第十二批）
- 洛阳孟津黄河水利风景区（第十四批）
- 长垣黄河水利风景区（第十七批）
- 兰考黄河水利风景区（第十九批）

### 淮河水利委员会（共4家）
- 舞钢市石漫滩水库水利风景区（第一批）
- 沂河刘家道口枢纽水利风景区（第十三批）
- 骆马湖嶂山水利风景区（第十四批）
- 中运河宿迁枢纽水利风景区（第二十批）

### 海河水利委员会（共2家）
- 德州市漳卫南运河水利风景区（第四批）
- 迁西县潘家口水利风景区（第五批）

### 松辽水利委员会（共2家）
- 兴安盟市察尔森水库水利风景区（第五批）
- 齐齐哈尔市尼尔基水利风景区（第七批）

### 太湖流域管理局（共1家）
- 吴江市太湖浦江源水利风景区（第十一批）

### 北京市（共3家）
- 昌平区十三陵水库水利风景区（第一批）
- 怀柔区青龙峡水利风景区（第二批）
- 门头沟区妙峰山水利风景区（第九批）

### 天津市（共2家）
- 北辰区北运河水利风景区（第三批）
- 东丽区东丽湖水利风景区（第三批）

### 河北省（共24家）
- 秦皇岛市桃林口水库水利风景区（第二批）
- 鹿泉市中山湖水利风景区（第四批）
- 秦皇岛市燕塞湖水利风景区（第四批）
- 衡水市衡水湖水利风景区（第四批）
- 平山县沕沕水水利风景区（第五批）
- 武安市京娘湖水利风景区（第五批）
- 邢台县前南峪生态水利风景区（第六批）
- 邢台县凤凰湖水利风景区（第六批）
- 承德市庙宫水库水利风景区（第六批）
- 邯郸市东武仕水库水利风景区（第六批）
- 迁安市滦河生态防洪水利风景区（第七批）
- 沽源县闪电河水库水利风景区（第九批）
- 丰宁县黄土梁水库水利风景区（第十批）
- 魏县梨乡水城水利风景区（第十四批）
- 临漳邺城公园水利风景区（第十四批）
- 衡水滏阳河水利风景区（第十四批）
- 滦县滦河水利风景区（第十五批）
- 邢台七里河水利风景区（第十五批）
- 邢台紫金山水利风景区（第十四批）
- 保定易水湖水利风景区（第十四批）
- 邯郸广府古城水利风景区（第十七批）
- 张家口清水河水利风景区（第十八批）
- 张家口桑干河水利风景区（第十九批）
- 迁西滦水湾水利风景区（第二十批）

### 山西省（共19家）
- 太原市汾河二库水利风景区（第二批）
- 忻州市汾源水利风景区（第二批）
- 太原市汾河水利风景区（第五批）
- 阳泉市翠枫山水利风景区（第八批）
- 平顺县太行水乡水利风景区（第八批）
- 晋城市山里泉自然风光水利风景区（第八批）
- 吕梁市柳林县昌盛水保示范园水利风景区（第八批）
- 盂县藏山水利风景区（第八批）
- 朔州市桑干河湿地水利风景区（第八批）
- 宁武县暖泉沟水利风景区（第十二批）
- 汾河水库水利风景区（第十二批）
- 沁县北方水城水利风景区（第十二批）
- 长子县精卫湖水利风景区（第十二批）
- 繁峙县滹源水利风景区（第十三批）
- 原平滹沱河水利风景区（第十四批）
- 长治漳泽湖水利风景区（第十四批）
- 怀仁鹅毛河水利风景区（第十五批）
- 运城亳清河水利风景区（第十八批）
- 长治后湾水库水利风景区（第十八批）

### 内蒙古自治区（共29家）
- 赤峰市红山湖水利风景区（第四批）
- 赤峰市宁城县打虎石水利风景区（第四批）
- 包头市石门水利风景区（第四批）
- 鄂尔多斯市巴图湾水利风景区（第四批）
- 巴彦淖尔市黄河三盛公水利风景区（第五批）
- 赤峰市南山水土保持示范园水利风景区（第六批）
- 赤峰市达理诺尔水利风景区（第六批）
- 鄂尔多斯市杭锦旗七星湖沙漠水利风景区（第六批）
- 赤峰市喀喇沁旗锦山水上公园水利风景区（第六批）
- 呼和浩特市和林县前夭子水库水利风景区（第七批）
- 兴安盟科右中旗翰嘎利水库水利风景区（第七批）
- 鄂尔多斯市沙漠大峡谷水利风景区（第七批）
- 赤峰市阿鲁科尔沁旗达哈拉湖水利风景区（第八批）
- 赤峰市巴林左旗沙那水库水利风景区（第八批）
- 呼和浩特市敕勒川（哈素海）水利风景区（第八批）
- 锡林郭勒盟多伦县西山湾水利风景区（第八批）
- 巴彦淖尔市二黄河水利风景区（第九批）
- 牙克石市凤凰湖水利风景区（第九批）
- 呼和浩特市白石水利风景区（第十批）
- 鄂尔多斯市砒砂岩水利风景区（第十一批）
- 额济纳旗东居延海水利风景区（第十一批）
- 巴彦淖尔德岭山水库水利风景区（第十四批）
- 赤峰德日苏宝冷水库水利风景区（第十四批）
- 乌海市乌海湖水利风景区（第十四批）
- 巴彦淖尔狼山水库水利风景区（第十五批）
- 包头南海湿地水利风景区（第十七批）
- 鄂尔多斯马颤沟神龙寺水利风景区（第十七批）
- 乌兰浩特洮儿河水利风景区（第十八批）
- 巴彦淖尔乌加河水利风景区（第十八批）

### 辽宁省（共12家）
- 本溪县关门山水利风景区（第二批）
- 抚顺市大伙房水库水利风景区（第二批）
- 大连市碧流河水利风景区（第四批）
- 朝阳市大凌河水利风景区（第五批）
- 沈阳市汤河水库水利风景区（第五批）
- 铁岭凡河水利风景区（第十四批）
- 抚顺县关山湖水利风景区（第五批）
- 喀左龙源湖水利风景区（第十四批）
- 沈阳市浑河水利风景区（第八批）
- 沈阳市蒲河水利风景区（第十二批）
- 抚顺浑河城区水利风景区（第十八批）
- 兴隆台辽河鼎翔水利风景区（第十八批）

### 吉林省（共31家）
- 长春市新立湖水利风景区（第二批）
- 集安市鸭绿江水利风景区（第二批）
- 磐石市黄河水库水利风景区（第三批）
- 长春市石头口门水库水利风景区（第三批）
- 通化市桃园湖水利风景区（第四批）
- 舒兰市亮甲山水利风景区（第四批）
- 长春市净月潭水库水利风景区（第五批）
- 东辽县白泉镇聚龙潭水库水利风景区（第五批）
- 松原市查干湖水利风景区（第六批）
- 梅河口市磨盘湖水利风景区（第七批）
- 延吉市布尔哈通河水利风景区（第八批）
- 长白县十五道沟水利风景区（第八批）
- 松原市龙坑水利风景区（第九批）
- 吉林市松花江清水绿带水利风景区（第九批）
- 白城市嫩水韵白水利风景区（第十一批）
- 四平市二龙湖水利风景区（第十一批）
- 沙河水库水利风景区（第十二批）
- 长岭县龙凤湖水利风景区（第十二批）
- 东辽县鴜鹭湖水利风景区（第十三批）
- 大安牛心套保水利风景区（第十四批）
- 松原市哈达山水利风景区（第十三批）
- 和龙市龙门湖水利风景区（第十三批）
- 白城嫩江湾水利风景区（第十四批）
- 和龙图们江流域红旗河水利风景（第十四批）
- 松原沿江水利风景区（第十五批）
- 永吉星星哨水利风景区（第十七批）
- 通榆向海水利风景区（第十七批）
- 临江鸭绿江水利风景区（第十七批）
- 吉林新安水库水利风景区（第十八批）
- 长春双阳湖水利风景区（第十八批）
- 四平转山湖水利风景区（第十九批）

### 黑龙江省（共32家）
- 安达市红旗泡水库红湖水利风景区（第一批）
- 五常市龙凤山水利风景区（第三批）
- 五大连池市山口湖水利风景区（第五批）
- 甘南县音河水库水利风景区（第六批）
- 齐齐哈尔市劳动湖水利风景区（第六批）
- 佳木斯市柳树岛水利风景区（第六批）
- 鹤岗市鹤立湖水利风景区（第七批）
- 密山市农垦兴凯湖第二泄洪闸水利风景区（第七批）
- 哈尔滨市太阳岛水利风景区（第八批）
- 密山市当壁镇兴凯湖水利风景区（第八批）
- 哈尔滨市白鱼泡水利风景区（第九批）
- 黑河市法别拉水利风景区（第九批）
- 密山市青年水库水利风景区（第九批）
- 孙吴县二门山水库水利风景区（第九批）
- 伊春市红星湿地水利风景区（第十批）
- 伊春市上甘岭水利风景区（第十批）
- 伊春市卧龙湖水利风景区（第十批）
- 伊春市乌伊岭水利风景区（第十批）
- 伊春市新青湿地水利风景区（第十批）
- 伊春市伊春河水利风景区（第十批）
- 哈尔滨市西泉眼水利风景区（第十批）
- 哈尔滨市呼兰富强水利风景区（第十一批）
- 哈尔滨市金河湾水利风景区（第十三批）
- 大庆市黑鱼湖水利风景区（第十三批）
- 鹤岗市清源湖水利风景区（第十三批）
- 兰西县河口水利风景区（第十三批）
- 伊春市滨水新区水利风景区（第十三批）
- 伊春回龙湾水利风景区（第十五批）
- 泰来泰湖水利风景区（第十五批）
- 哈尔滨长寿湖水利风景区（第十七批）
- 呼兰河口水利风景区（第十七批）
- 铁力呼兰河水利风景区（第二十批）

### 上海市（共5家）
- 松江区松江生态水利风景区（第三批）
- 青浦区淀山湖水利风景区（第六批）
- 海湾区碧海金沙水利风景区（第七批）
- 浦东新区滴水湖水利风景区（第九批）
- 黄浦江徐汇滨江水利风景区（第十九批）

### 江苏省（共66家）
- 溧阳市天目湖旅游度假水利风景区（第一批）
- 江都区水利枢纽水利风景区（第一批）
- 徐州市云龙湖水利风景区（第二批）
- 扬州市瓜洲古渡水利风景区（第二批）
- 淮安市三河闸水利风景区（第三批）
- 泰州市引江河水利风景区（第三批）
- 苏州市胥口水利风景区（第四批）
- 淮安市水利枢纽水利风景区（第四批）
- 淮安市古运河水利风景区（第五批）
- 盐城市通榆河枢纽水利风景区（第五批）
- 姜堰区溱湖水利风景区（第五批）
- 南京市金牛湖水利风景区（第六批）
- 宜兴市横山水库水利风景区（第六批）
- 无锡市梅梁湖水利风景区（第七批）
- 泰州市凤凰河水利风景区（第七批）
- 南京市外秦淮河水利风景区（第八批）
- 宿迁市中运河水利风景区（第八批）
- 徐州市故黄河水利风景区（第九批）
- 太仓市金仓湖水利风景区（第九批）
- 南京市珍珠泉水利风景区（第九批）
- 南京市天生桥河水利风景区（第九批）
- 邳州市艾山九龙水利风景区（第十批）
- 赣榆区小塔山水库水利风景区（第十批）
- 淮安市樱花园水利风景区（第十一批）
- 如皋市龙游水利风景区（第十一批）
- 无锡市长广溪湿地水利风景区（第十二批）
- 连云港市花果山大圣湖水利风景区（第十二批）
- 宝应县宝应湖湿地水利风景区（第十二批）
- 盐城市大纵湖水利风景区（第十二批）
- 泗阳县泗水河水利风景区（第十二批）
- 盱眙县天泉湖水利风景区（第十二批）
- 淮安市清晏园水利风景区（第十二批）
- 淮安市古淮河水利风景区（第十二批）
- 苏州市旺山水利风景区（第十三批）
- 张家港市环城河水利风景区（第十三批）
- 扬州市凤凰岛水利风景区（第十三批）
- 徐州潘安湖水利风景区（第十三批）
- 徐州市金龙湖水利风景区（第十三批）
- 连云港市海陵湖水利风景区（第十三批）
- 金坛愚池湾水利风景区（第十四批）
- 昆山明镜荡水利风景区（第十四批）
- 镇江金山湖水利风景区（第十四批）
- 无锡新区梁鸿水利风景区（第十四批）
- 宿迁宿城古黄河水利风景区（第十四批）
- 溧阳南山竹海水利风景区（第十四批）
- 阜宁金沙湖水利风景区（第十五批）
- 扬州古运河水利风景区（第十四批）
- 南京玄武湖水利风景区（第十四批）
- 句容赤山湖水利风景区（第十四批）
- 宿迁六塘河水利风景区（第十五批）
- 宜兴竹海水利风景区（第十四批）
- 徐州丁万河水利风景区（第十五批）
- 常州雁荡河水利风景区（第十四批）
- 江阴芙蓉湖水利风景区（第十五批）
- 金湖荷花荡水利风景区（第十五批）
- 泰州凤城河水利风景区（第十七批）
- 宜兴华东百畅水利风景区（第十七批）
- 涟水五岛湖水利风景区（第十七批）
- 常州青龙潭水利风景区（第十八批）
- 泰州千垛水利风景区（第十八批）
- 徐州大沙河水利风景区（第十八批）
- 南京滁河（浦口段）水利风景区（第十九批）
- 金湖三河湾水利风景区（第十九批）
- 宜兴阳羡湖水利风景区（第十九批）
- 南京浦口象山湖水利风景区（第二十批）
- 武进滆湖水利风景区（第二十批）

### 浙江省（共42家）
- 宁波市宁海县天河生态水利风景区（第一批）
- 海宁市钱江潮韵度假村水利风景区（第一批）
- 奉化区亭下湖水利风景区（第一批）
- 湖州市太湖水利风景区（第二批）
- 湖州市安吉县天赋水利风景区（第二批）
- 慈溪市杭州湾水利风景区（第二批）
- 江山市峡里湖水利风景区（第三批）
- 新昌县沃洲湖水利风景区（第三批）
- 绍兴市环城河水利风景区（第三批）
- 江山市月亮湖水利风景区（第四批）
- 余姚市姚江水利风景区（第五批）
- 台州市天台山龙穿峡水利风景区（第五批）
- 绍兴市浙东古运河绍兴运河园水利风景区（第七批）
- 安吉县江南天池水利风景区（第七批）
- 上虞区曹娥江城防水利风景区（第八批）
- 台州市玉环区玉环水利风景区（第八批）
- 丽水市南明湖及生态河川水利风景区（第九批）
- 安吉县老石坎水库水利风景区（第九批）
- 绍兴市曹娥江大闸水利风景区（第十批）
- 天台县琼台仙谷水利风景区（第十批）
- 衢州市乌溪江水利风景区（第十批）
- 富阳区富春江水利风景区（第十批）
- 衢州市信安湖水利风景区（第十一批）
- 遂昌县十八里翠水利风景区（第十二批）
- 桐庐县富春江水利风景区（第十三批）
- 松阳县松阴溪水利风景区（第十三批）
- 景宁畲族自治县畲乡绿廊水利风景区（第十五批）
- 宁波东钱湖水利风景区（第十四批）
- 乐清中雁荡山水利风景区（第十四批）
- 永嘉黄檀溪水利风景区（第十四批）
- 湖州吴兴太湖溇港水利风景区（第十七批）
- 云和梯田水利风景区（第十七批）
- 金华浦阳江水利风景区（第十七批）
- 金华浙中大峡谷水利风景区（第十八批）
- 衢州马金溪水利风景区（第十八批）
- 嘉兴海盐鱼鳞海塘水利风景区（第十八批）
- 湖州吴兴西山漾水利风景区（第十九批）
- 缙云好溪水利风景区（第十九批）
- 建德新安江-富春江水利风景区（第十九批）
- 丽水瓯江源-龙泉溪水利风景区（第二十批）
- 金华梅溪水利风景区（第二十批）
- 德清洛舍漾水利风景区（第二十批）

### 安徽省（共43家）
- 六安市龙河口（万佛湖）水利风景区（第一批）
- 黄山市太平湖水利风景区（第一批）
- 六安市佛子岭水库水利风景区（第三批）
- 蚌埠市龙子湖水利风景区（第三批）
- 金寨县梅山水库水利风景区（第四批  ）
- 六安市响洪甸水库水利风景区（第四批 ）
- 太湖县花亭湖水利风景区（第四批
- 蚌埠市淮河蚌埠闸枢纽水利风景区（第四批）
- 宁国市青龙湾水利风景区（第四批 ）
- 六安市横排头水利风景区（第五批）
- 霍邱县水门塘水利风景区（第六批）
- 宣城市广德县卢湖竹海风景区（第七批）
- 泾县桃花潭水利风景区（第八批）
- 黄山市歙县霸王山摇铃秀水水利风景区（第九批）
- 凤台县茨淮新河水利风景区（第九批）
- 霍邱县临淮岗工程水利风景区（第九批）
- 亳州市白鹭洲水利风景区（第九批）
- 阜南县王家坝水利风景区（第十批）
- 淮南市焦岗湖水利风景区（第十批）
- 郎溪县石佛山天子湖水利风景区（第十批）
- 黄山市石门水利风景区（第十批）
- 芜湖市滨江水利风景区（第十一批）
- 六安市淠河水利风景区（第十一批）
- 岳西县天峡水利风景区（第十二批）
- 来安县白鹭岛水利风景区（第十二批）
- 全椒襄河水利风景区（第十四批）
- 岳西大别山彩虹瀑布水利风景区（第十四批）
- 颍上八里河水利风景区（第十四批）
- 肥东岱山湖水利风景区（第十四批）
- 合肥滨湖水利风景区（第十五批）
- 六安悠然蓝溪水利风景区（第十五批）
- 休宁横江水利风景区（第十五批）
- 池州九华天池水利风景区（第十五批）
- 望江古雷池水利风景区（第十五批）
- 黟县宏村·奇墅湖水利风景区（第十四批）
- 宿州新汴河水利风景区（第十四批）
- 芜湖陶辛水韵水利风景区（第十四批）
- 池州杏花村水利风景区（第十四批）
- 金寨燕子河大峡谷水利风景区（第十四批）
- 肥西三河水利风景区（第十七批）
- 南陵大浦水利风景区（第十七批）
- 祁门牯牛降水利风景区（第十七批）
- 铜陵天井湖水利风景区（第十八批）

### 福建省（共41家）
- 福清市东张水库石竹湖水利风景区（第一批）
- 仙游县九鲤湖水利风景区（第二批）
- 南平市延平湖水利风景区（第五批）
- 永安市桃源洞水利风景区（第六批）
- 永泰县天门山水利风景区（第六批）
- 德化县岱仙湖水利风景区（第八批）
- 尤溪县闽湖水利风景区（第九批）
- 龙岩市梅花湖水利风景区（第九批）
- 华安县九龙江水利风景区（第十一批）
- 永定区龙湖水利风景区（第十一批）
- 漳平市九鹏溪水利风景区（第十二批）
- 泉州市山美水库水利风景区（第十三批）
- 漳州开发区南太武新港城水利风景区（第十三批）
- 莆田市木兰陂水利风景区（第十三批）
- 三明市泰宁水利风景区（第十三批）
- 顺昌县华阳山水利风景区（第十三批）
- 武夷山市东湖水利风景区（第十三批）
- 南靖土楼水乡水利风景区（第十四批）
- 邵武云灵山水利风景区（第十四批）
- 宁德东湖水利风景区（第十四批）
- 泉州金鸡拦河闸水利风景区（第十四批）
- 连城冠豸山水利风景区（第十五批）
- 永春桃溪水利风景区（第十五批）
- 邵武天成奇峡水利风景区（第十五批）
- 厦门天竺山水利风景区（第十五批）
- 柘荣青岚湖水利风景区（第十五批）
- 漳平台湾农民创业园水利风景区（第十五批）
- 莆田九龙谷水利风景区（第十四批）
- 武平梁野山云礤溪水利风景区（第十四批）
- 宁德洋中水利风景区（第十四批）
- 永春晋江源水利风景区（第十四批）
- 长汀水土保持科教园水利风景区（第十七批）
- 宁德水韵九都水利风景区（第十七批）
- 霞浦杨家溪水利风景区（第十七批）
- 寿宁西浦水利风景区（第十八批）
- 宁德霍童水利风景区（第十八批）
- 泉州龙门湖水利风景区（第十八批）
- 永春外山云河谷水利风景区（第十九批）
- 南平考亭水利风景区（第十九批）
- 上杭城区江滨水利风景区（第二十批）
- 德化银瓶湖水利风景区（第二十批）

### 江西省（共48家）
- 宜春市上游湖水利风景区（第三批）
- 景德镇市玉田湖水利风景区（第三批）
- 贵溪市白鹤湖水利风景区（第四批  ）
- 井冈山市井冈湖水利风景区（第四批）
- 南丰县潭湖水利风景区（第四批
- 乐平市翠平湖水利风景区（第四批
- 南城县麻源三谷水利风景区（第四批
- 泰和县白鹭湖水利风景区（第四批
- 宜春市飞剑潭水利风景区（第四批）
- 上饶市枫泽湖水利风景区（第五批）
- 赣州市三江水利风景区（第五批）
- 铜鼓县九龙湖水利风景区（第六批）
- 安福县武功湖水利风景区（第六批）
- 景德镇市月亮湖水利风景区（第七批）
- 九江市都昌县张岭水库水利风景区（第九批）
- 萍乡市明月湖水利风景区（第九批）
- 会昌县汉仙湖水利风景区（第十批）
- 南昌市赣抚平原灌区水利风景区（第十批）
- 庐山市庐湖水利风景区（第十批）
- 宜丰县渊明湖水利风景区（第十一批）
- 新建区梦山水库水利风景区（第十一批）
- 新建区溪霞水库水利风景区（第十一批）
- 武宁县武陵岩桃源水利风景区（第十二批）
- 九江市庐山西海水利风景区（第十三批）
- 万年县群英水库水利风景区（第十三批）
- 玉山县三清湖水利风景区（第十三批）
- 广丰县铜钹山九仙湖水利风景区（第十三批）
- 弋阳龟峰湖水利风景区（第十四批）
- 德兴凤凰湖水利风景区（第十四批）
- 宁都赣江源水利风景区（第十四批）
- 新干黄泥埠水库水利风景区（第十四批）
- 吉安螺滩水利风景区（第十四批）
- 武宁西海湾水利风景区（第十五批）
- 德安江西水保生态科技园水利风景区（第十五批）
- 瑞金陈石湖水利风景区（第十五批）
- 南城醉仙湖水利风景区（第十五批）
- 吉安青原禅溪水利风景区（第十四批）
- 弋阳龙门湖水利风景区（第十四批）
- 石城琴江水利风景区（第十七批）
- 崇义客家梯田水利风景区（第十七批）
- 德兴大茅山双溪湖水利风景区（第十七批）
- 宜春恒晖水利风景区（第十八批）
- 抚州大觉山水利风景区（第十八批）
- 吉安峡江水利枢纽水利风景区（第十八批）
- 宜黄曹山水利风景区（第十九批）
- 新余八马水利风景区（第十九批）
- 乐安九瀑峡水利风景区（第二十批）
- 泰和槎滩陂水利风景区（第二十批）

### 山东省（共97家）
- 临沂市沂蒙湖水利风景区（第一批）
- 东营市天鹅湖水利风景区（第二批）
- 聊城市江北水城风景区（第三批）
- 诸城市潍河水利风景区（第五批）
- 泰安市天平湖水上公园水利风景区（第五批）
- 昌乐县仙月湖风光水利风景区（第五批）
- 东营市清风湖水利风景区（第五批）
- 安丘市汶河水利风景区（第六批）
- 寿光市弥河水利风景区（第六批）
- 滨州市中海水利风景区（第六批）
- 广饶县孙武湖水利风景区（第七批）
- 东阿县洛神湖水利风景区（第七批）
- 胶州市三里河公园水利风景区（第七批）
- 淄博市峨庄水土保持生态水利风景区（第七批）
- 枣庄市抱犊崮龟蛇湖水利风景区（第七批）
- 海阳市东村河水利风景区（第七批）
- 莱西市莱西湖水利风景区（第七批）
- 潍坊市峡山湖水利风景区（第八批）
- 昌邑市潍河水利风景区（第八批）
- 滕州市微山湖湿地红荷水利风景区（第八批）
- 桓台县马踏湖水利风景区（第八批）
- 高唐县鱼丘湖水利风景区（第八批）
- 枣庄市岩马湖水利风景区（第八批）
- 肥城市康王河公园水利风景区（第八批）
- 潍坊市白浪河水利风景区（第九批）
- 枣庄市台儿庄运河水利风景区（第九批）
- 淄博市太公湖水利风景区（第九批）
- 沾化区秦口河水利风景区（第九批）
- 临朐县淌水崖水库水利风景区（第九批）
- 高青县千乘湖水利风景区（第九批）
- 高密市胶河水利风景区（第九批）
- 新泰市青云湖水利风景区（第九批）
- 潍坊市浞河水利风景区（第十批）
- 文登区抱龙河水利风景区（第十批）
- 胶州市少海水利风景区（第十批）
- 莱芜市雪野湖水利风景区（第十批）
- 泰安市天颐湖水利风景区（第十批）
- 东平县东平湖水利风景区（第十批）
- 菏泽市赵王河水利风景区（第十批）
- 滨州市三河湖水利风景区（第十批）
- 莒南县天马岛水利风景区（第十批）
- 滨州市小开河灌区水利风景区（第十批）
- 沂源县沂河源水利风景区（第十批）
- 淄博市五阳湖水利风景区（第十一批）
- 青州市仁河水库水利风景区（第十一批）
- 临朐县沂山东镇湖水利风景区（第十一批）
- 莱阳市五龙河水利风景区（第十一批）
- 乳山市岠嵎湖水利风景区（第十一批）
- 沂南县竹泉水利风景区（第十一批）
- 单县浮龙湖水利风景区（第十一批）
- 惠民县古城河水利风景区（第十一批）
- 无棣县黄河岛水利风景区（第十一批）
- 龙口市王屋水库水利风景区（第十二批）
- 栖霞市长春湖水利风景区（第十二批）
- 泗水县万紫千红水利风景区（第十二批）
- 乳山市大乳山水利风景区（第十二批）
- 邹平区黛溪河水利风景区（第十二批）
- 招远市金都龙王湖水利风景区（第十三批）
- 沾化区沾化区徒骇河思源湖水利风景区（第十三批）
- 夏津县黄河故道水利风景区（第十三批）
- 博兴县打渔张引黄灌区水利风景区（第十三批）
- 章丘区绣源河水利风景区（第十三批）
- 济南市长清湖水利风景区（第十三批）
- 微山县微山湖水利风景区（第十三批）
- 枣庄市城河水利风景区（第十三批）
- 曲阜沂河水利风景区（第十四批）
- 济宁蓼河水利风景区（第十四批）
- 青州弥河水利风景区（第十四批）
- 单县东沟河绿色生态长廊水利风景区（第十四批）
- 茌平金牛湖水利风景区（第十四批）
- 滨州秦皇河水利风景区（第十四批）
- 寿光洰淀湖水利风景区（第十四批）
- 烟台芝罘大沽夹河水利风景区（第十四批）
- 禹城大禹文化水利风景区（第十四批）
- 巨野洙水河水利风景区（第十四批）
- 烟台牟平沁水河水利风景区（第十四批）
- 滨州韩墩引黄灌区水利风景区（第十四批）
- 临朐弥河水利风景区（第十五批）
- 邹平樱花山水利风景区（第十五批）
- 金乡金水湖水利风景区（第十五批）
- 聊城莲湖水利风景区（第十五批）
- 泰安徂徕山汶河水利风景区（第十五批）
- 夏津九龙口湿地水利风景区（第十五批）
- 任城南池水利风景区（第十五批）
- 肥城龙山河水利风景区（第十五批）
- 菏泽成武文亭湖水利风景区（第十五批）
- 莒南鸡龙河水利风景区（第十四批）
- 金乡羊山湖水利风景区（第十四批）
- 禹城徒骇河水利风景区（第十四批）
- 莒县沭河水利风景区（第十七批）
- 青州阳河水利风景区（第十七批）
- 沂水县沂河水利风景区（第十七批）
- 德州大清河水利风景区（第十八批）
- 临沂沂沭河水利风景区（第十八批）
- 沂水雪山彩虹谷水利风景区（第十九批）
- 聊城位山灌区水利风景区（第十九批）
- 郯城沭河水利风景区（第二十批）

### 河南省（共44家）
- 信阳市南湾湖水利风景区（第一批）
- 驻马店市薄山湖水利风景区（第一批）
- 修武县云台山水利风景区（第二批）
- 平顶山市昭平湖水利风景区（第二批）
- 焦作市群英湖水利风景区（第二批）
- 焦作市博爱青天河水利风景区（第三批）
- 灵宝市窄口水库水利风景区（第三批）
- 林州市红旗渠水利风景区（第四批）
- 驻马店市铜山湖水利风景区（第四批）
- 信阳市香山湖水利风景区（第四批）
- 商城县鲇鱼山水库水利风景区（第四批）
- 西峡县石门湖水利风景区（第五批）
- 光山县龙山水库水利风景区（第五批）
- 许昌市白沙水库水利风景区（第五批）
- 方城县望花湖水利风景区（第六批）
- 安阳市彰武南海水库水利风景区（第六批）
- 卫辉市沧河水利风景区（第七批）
- 驻马店市宿鸭湖水利风景区（第七批）
- 信阳市光山县泼河水利风景区（第七批）
- 洛阳市陆浑湖水利风景区（第八批）
- 漯河市沙澧河水利风景区（第九批）
- 南阳市龙王沟水利风景区（第九批）
- 信阳市北湖水利风景区（第九批）
- 商丘市黄河故道湿地水利风景区（第十批）
- 南阳市鸭河口水库水利风景区（第十批）
- 郑州市黄河生态水利风景区（第十一批）
- 柘城县容湖水利风景区（第十一批）
- 商丘市商丘古城水利风景区（第十二批）
- 驻马店市板桥水库水利风景区（第十二批）
- 禹州市颍河水利风景区（第十三批）
- 武陟嘉应观黄河水利风景区（第十四批）
- 永城沱河日月湖水利风景区（第十四批）
- 淮阳龙湖水利风景区（第十四批）
- 民权黄河故道水利风景区（第十四批）
- 睢县北湖生态水利风景区（第十五批）
- 许昌曹魏故都水利风景区（第十四批）
- 虞城响河水利风景区（第十四批）
- 荥阳古柏渡南水北调穿黄水利风景区（第十七批）
- 林州太行平湖水利风景区（第十七批）
- 南乐西湖生态水利风景区（第十七批）
- 济源沁龙峡水利风景区（第十八批）
- 许昌鹤鸣湖水利风景区（第十八批）
- 郑州郑州龙湖水利风景区（第十八批）
- 汝州北汝河水利风景区（第十九批）

### 湖北省（共29家）
- 荆门市漳河水利风景区（第二批）
- 恩施市龙麟宫水利风景区（第三批）
- 京山县惠亭湖水利风景区（第四批）
- 襄阳市三道河水镜湖水利风景区（第五批）
- 钟祥市温峡湖水利风景区（第六批）
- 荆州市洈水水利风景区（第七批）
- 武汉市夏家寺水利风景区（第七批）
- 武汉市江滩水利风景区（第八批）
- 孝昌县观音湖水利风景区（第九批）
- 罗田县天堂湖水利风景区（第九批）
- 英山县毕升湖水利风景区（第十批）
- 通山县富水湖水利风景区（第十一批）
- 长阳土家族自治县清江水利风景区（第十二批）
- 麻城浮桥河水利风景区（第十四批）
- 郧西天河水利风景区（第十五批）
- 荆州北闸水利风景区（第十五批）
- 黄冈白莲河水利风景区（第十四批）
- 宜昌百里荒水利风景区（第十四批）
- 麻城明山水利风景区（第十四批）
- 武汉金银湖水利风景区（第十七批）
- 蕲春大同水库水利风景区（第十七批）
- 武穴梅川水库水利风景区（第十七批）
- 潜江田关岛水利风景区（第十八批）
- 宜昌高岚河水利风景区（第十八批）
- 十堰太和梅花谷水利风景区（第十八批）
- 兴山南阳河水利风景区（第十九批）
- 远安回龙湾水利风景区（第十九批）
- 潜江兴隆水利风景区（第十九批）
- 襄阳引丹渠水利风景区（第二十批）

### 湖南省（共43家）
- 张家界市溇江水利风景区（第二批）
- 娄底市水府水利风景区（第二批）
- 怀化市九龙潭大峡谷水利风景区（第三批）
- 衡阳市衡东洣水水利风景区（第四批）
- 长沙市湘江水利风景区（第四批）
- 攸县酒埠江水利风景区（第四批）
- 益阳市鱼形山水利风景区（第五批）
- 永兴县便江水利风景区（第五批）
- 长沙市千龙湖水利风景区（第五批）
- 湘西土家族苗族自治州大龙洞水利风景区（第六批）
- 双牌县阳明山水利风景区（第六批）
- 怀化市五龙溪水利风景区（第七批）
- 长沙市皂市水利风景区（第八批）
- 衡山县九观湖水利风景区（第八批）
- 凤凰县长潭岗水利风景区（第八批）
- 衡阳县织女湖水利风景区（第八批）
- 长沙市宁乡市黄材水库水利风景区（第九批）
- 新化县紫鹊界水利风景区（第九批）
- 韶山市青年水库水利风景区（第九批）
- 衡阳县斜陂堰水库水利风景区（第九批）
- 花垣县花垣边城水利风景区（第十批）
- 耒阳市蔡伦竹海水利风景区（第十一批）
- 澧县王家厂水利风景区（第十二批）
- 辰溪县燕子洞水利风景区（第十二批）
- 常德市柳叶湖水利风景区（第十三批）
- 益阳市皇家湖水利风景区（第十三批）
- 江华瑶族自治县潇湘源水利风景区（第十三批）
- 湘潭韶山灌区水利风景区（第十四批）
- 汉寿清水湖水利风景区（第十四批）
- 资兴东江湖水利风景区（第十五批）
- 江永千家峒水利风景区（第十五批）
- 永兴青山垅-龙潭水利风景区（第十五批）
- 蓝山湘江源水利风景区（第十五批）
- 望城半岛水利风景区（第十四批）
- 汝城热水河水利风景区（第十四批）
- 郴州四清湖水利风景区（第十四批）
- 涟源杨家滩水利风景区（第十四批）
- 芷江侗族自治县和平湖水利风景区（第十七批）
- 长沙洋湖湿地水利风景区（第十七批）
- 祁阳浯溪水利风景区（第十七批）
- 株洲湘江风光带水利风景区（第十八批）
- 永州金洞白水河水利风景区（第十八批）
- 株洲万丰湖水利风景区（第十九批）

### 广东省（共14家）
- 清远市飞来峡水利枢纽水利风景区（第一批）
- 茂名市玉湖水利风景区（第四批）
- 茂名市小良水土保持水利风景区（第四批）
- 惠州市白盆湖水利风景区（第五批）
- 梅州市洞天湖水利风景区（第七批）
- 五华县益塘水库水利风景区（第九批）
- 连州市湟川三峡水利风景区（第十批）
- 增城区增江画廊水利风景区（第十一批）
- 仁化县丹霞源水利风景区（第十三批）
- 珠海竹洲水乡水利风景区（第十四批）
- 广州白云湖水利风景区（第十五批）
- 湛江鹤地银湖水利风景区（第十四批）
- 广州花都湖水利风景区（第十四批）
- 佛山乐从水利风景区（第十八批）

### 广西壮族自治区（共14家）
- 百色市澄碧河水利风景区（第二批）
- 北海市洪潮江水利风景区（第二批）
- 南宁市大王滩水利风景区（第二批）
- 南宁市天雹水库水利风景区（第四批）
- 德保县鉴河水利风景区（第十一批）
- 鹿寨县月岛湖水利风景区（第十二批）
- 南丹县地下大峡谷水利风景区（第十三批）
- 柳城县融江河谷水利风景区（第十三批）
- 象州县象江水利风景区（第十三批）
- 靖西龙潭鹅泉水利风景区（第十四批）
- 都安澄江水利风景区（第十四批）
- 桂林灵渠水利风景区（第十七批）
- 隆林万峰湖水利风景区（第十七批）
- 贵港九凌湖水利风景区（第二十批）

### 海南省（共5家）
- 儋州市松涛水库水利风景区（第二批）
- 定安县南丽湖水利风景区（第六批）
- 琼海合水水库水利风景区（第十四批）
- 保亭毛真水库水利风景区（第十四批）
- 海口美舍河水利风景区（第十七批）

### 重庆市（共15家）
- 大足区龙水湖水利风景区（第四批）
- 江津区清溪沟水利风景区（第九批）
- 璧山区大沟水库水利风景区（第九批）
- 合川区双龙湖水利风景区（第九批）
- 黔江区小南海水利风景区（第九批）
- 武隆区山虎关水库水利风景区（第九批）
- 潼南区从刊水库水利风景区（第十批）
- 石柱县龙河水利风景区（第十批）
- 南岸区南滨路水利风景区（第十一批）
- 永川区勤俭水库水利风景区（第十二批）
- 开县汉丰湖水利风景区（第十二批）
- 璧山璧南河水利风景区（第十四批）
- 武隆阳水河水利风景区（第十五批）
- 荣昌荣峰河水利风景区（第十四批）
- 丰都龙河谷水利风景区（第十七批）

### 四川省（共48家）
- 绵阳市仙海水利风景区（第二批）
- 三台县鲁班湖水利风景区（第五批）
- 绵阳市安县白水湖水利风景区（第五批）
- 自贡市双溪湖水利风景区（第五批）
- 自贡市尖山水利风景区（第六批）
- 盐源县凉山州泸沽湖水利风景区（第六批）
- 巴中市平昌县江口水乡水利风景区（第八批）
- 蓬安县大深南海水利风景区（第十一批）
- 都江堰水利风景区（第十三批）
- 汶川县水墨藏寨水利风景区（第十三批）
- 绵阳市涪江六峡水利风景区（第十三批）
- 眉山市黑龙滩水利风景区（第十三批）
- 隆昌市古宇庙水库水利风景区（第十三批）
- 南充市升钟湖水利风景区（第十三批）
- 苍溪县白鹭湖水利风景区（第十三批）
- 西充县青龙湖水利风景区（第十三批）
- 遂宁市琼江源水利风景区（第十三批）
- 乐山大渡河金口大峡谷水利风景区（第十四批）
- 峨边大小杜鹃池水利风景区（第十四批）
- 犍为桫椤湖水利风景区（第十四批）
- 蓬安嘉陵第一桑梓水利风景区（第十四批）
- 阆中金沙湖水利风景区（第十四批）
- 青川青竹江水利风景区（第十四批）
- 武胜太极湖水利风景区（第十四批）
- 金口河大瓦山五池水利风景区（第十四批）
- 大竹百岛湖水利风景区（第十五批）
- 开江宝石桥水库水利风景区（第十五批）
- 雅安飞仙湖水利风景区（第十五批）
- 内江黄鹤湖水利风景区（第十五批）
- 巴中化湖水利风景区（第十五批）
- 广安白云湖水利风景区（第十五批）
- 西昌邛海水利风景区（第十四批）
- 泸州张坝水利风景区（第十四批）
- 壤塘则曲河水利风景区（第十四批）
- 南部红岩子湖水利风景区（第十四批）
- 广安华蓥山天池湖水利风景区（第十四批）
- 雅安陇西河上里古镇水利风景区（第十七批）
- 南江玉湖水利风景区（第十七批）
- 遂宁观音湖水利风景区（第十七批）
- 凉山安宁湖水利风景区（第十八批）
- 广安天意谷水利风景区（第十八批）
- 巴中柳津湖水利风景区（第十八批）
- 米易迷昜湖水利风景区（第十九批）
- 会理仙人湖水利风景区（第十九批）
- 通江东郡水乡水利风景区（第十九批）
- 洪雅烟雨柳江水利风景区（第二十批）
- 仪陇柏杨湖水利风景区（第二十批）
- 剑阁翠云湖水利风景区（第二十批）

### 贵州省（共34家）
- 镇远县舞阳河水利风景区（第一批）
- 毕节市织金恐龙湖水利风景区（第一批）
- 岑巩县龙鳌河水利风景区（第二批）
- 贞丰县三岔河水利风景区（第二批）
- 黄平县舞阳湖水利风景区（第二批）
- 长顺县杜鹃湖水利风景区（第二批）
- 毕节市天河水利风景区（第三批）
- 贵阳市松柏山水利风景区（第四批  ）
- 龙里市生态科技示范园水利风景区（第四批）
- 贵阳市金茫林海水利风景区（第七批）
- 六盘水市明湖水利风景区（第十一批）
- 关岭布依族苗族自治县木城河水利风景区（第十一批）
- 遵义市大板水水利风景区（第十一批）
- 贵阳市永乐湖水利风景区（第十一批）
- 沿河土家族自治县乌江山峡水利风景区（第十一批）
- 罗甸县高原千岛湖水利风景区（第十一批）
- 惠水县涟江水利风景区（第十二批）
- 剑河县仰阿莎湖水利风景区（第十二批）
- 铜仁市锦江水利风景区（第十二批）
- 施秉县舞阳河水利风景区（第十三批）
- 织金县织金关水利风景区（第十三批）
- 龙里莲花水利风景区（第十四批）
- 锦屏三江水利风景区（第十五批）
- 思南乌江水利风景区（第十五批）
- 绥阳双门峡水利风景区（第十五批）
- 大方奢香九驿水利风景区（第十五批）
- 威宁草海水利风景区（第十四批）
- 开阳清龙河水利风景区（第十四批）
- 凯里清水江水利风景区（第十七批）
- 福泉洒金谷水利风景区（第十七批）
- 贵定金海雪山水利风景区（第十七批）
- 铜仁白岩河水利风景区（第十八批）
- 遵义茅台渡水利风景区（第十八批）
- 黔南州雍江水利风景区（第十八批）

### 云南省（共23家）
- 曲靖市珠江源水利风景区（第二批）
- 泸西县五者温泉水利风景区（第二批）
- 普洱市梅子湖水利风景区（第三批）
- 建水县绵羊冲水利风景区（第五批）
- 景谷傣族彝族自治县昔木水库水利风景区（第五批）
- 泸西县阿拉湖水利风景区（第五批）
- 芒市孔雀湖水利风景区（第五批）
- 普洱市西盟县勐梭龙潭水利风景区（第六批）
- 保山市北庙湖水利风景区（第六批）
- 洱源县茈碧湖水利风景区（第七批）
- 泸西县阿庐湖水利风景区（第九批）
- 丘北县摆龙湖水利风景区（第九批）
- 普洱市洗马河水利风景区（第十批）
- 丽江市玉龙县拉市海水利风景区（第十一批）
- 文山市君龙湖水利风景区（第十二批）
- 祥云县青海湖水利风景区（第十三批）
- 宜良九乡明月湖水利风景区（第十五批）
- 临沧冰岛水利风景区（第十五批）
- 双柏查姆湖水利风景区（第十七批）
- 丘北纳龙湖水利风景区（第十七批）
- 丽江鲤鱼河水利风景区（第十八批）
- 大姚蜻蛉湖水利风景区（第十八批）
- 楚雄州青山湖水利风景区（第十八批）

### 西藏自治区（共3家）
- 林芝地区措木及日湖水利风景区（第十批）
- 乃东区雅砻河谷水利风景区（第十三批）
- 拉萨市拉萨河水利风景区（第十四批）

### 陕西省（共41家）
- 铜川市锦阳湖水利风景区（第二批）
- 汉中市石门水利风景区（第二批）
- 渭南市黄河魂水利风景区（第三批）
- 安康市瀛湖水利风景区（第四批）
- 汉中市南郑区红寺湖水利风景区（第四批）
- 渭南市友谊湖休闲度假山庄水利风景区（第五批）
- 西安市霸柳生态综合开发园水利风景区（第五批）
- 商洛市丹江公园水利风景区（第六批）
- 汉中市城固县南沙湖水利风景区（第七批）
- 咸阳市郑国渠水利风景区（第八批）
- 丹凤县龙驹寨水利风景区（第九批）
- 凤县嘉陵江源水利风景区（第九批）
- 宝鸡市千湖水利风景区（第十批）
- 西安市汉城湖水利风景区（第十批）
- 宝鸡市渭水之央水利风景区（第十一批）
- 商南县金丝大峡谷水利风景区（第十一批）
- 太白县黄柏塬水利风景区（第十二批）
- 西安市翠华山水利风景区（第十二批）
- 西安市灞桥湿地水利风景区（第十二批）
- 宜川县黄河壶口瀑布水利风景区（第十三批）
- 神木市红碱淖水利风景区（第十三批）
- 鄠邑区金龙峡水利风景区（第十四批）
- 太白青峰峡水利风景区（第十四批）
- 合阳洽川水利风景区（第十四批）
- 丹凤桃花谷水利风景区（第十四批）
- 柞水乾佑河源水利风景区（第十四批）
- 西安世博园水利风景区（第十四批）
- 岐山岐渭水利风景区（第十四批）
- 汉阴凤堰古梯田水利风景区（第十四批）
- 宝鸡太白山水利风景区（第十五批）
- 沣东沣河水利风景区（第十五批）
- 渭南卤阳湖水利风景区（第十五批）
- 眉县霸渭关中文化水利风景区（第十四批）
- 岚皋千层河水利风景区（第十四批）
- 米脂高西沟水利风景区（第十四批）
- 延川乾坤湾水利风景区（第十七批）
- 西安渭河生态水利风景区（第十七批）
- 镇坪飞渡峡水利风景区（第十七批）
- 安康任河水利风景区（第十八批）
- 西安曲江池·大唐芙蓉园水利风景区（第十八批）
- 西安护城河水利风景区（第十八批）

### 甘肃省（共29家）
- 酒泉市金塔县鸳鸯池水库水利风景区（第二批）
- 武威市凉州天梯山水利风景区（第三批）
- 平凉市崆峒水库水利风景区（第三批）
- 酒泉市赤金峡水利风景区（第四批
- 高台县大湖湾水利风景区（第四批）
- 庄浪县竹林寺水库水利风景区（第四批）
- 泾川县田家沟水利风景区（第四批）
- 嘉峪关禹苑水利风景区（第五批）
- 瓜州县瓜州苑水利风景区（第五批）
- 临泽县双泉湖水利风景区（第六批）
- 张掖市二坝湖水利风景区（第六批）
- 张掖市大野口水库水利风景区（第七批）
- 张掖市临泽县平川水库水利风景区（第八批）
- 陇南市西河县晚霞湖水利风景区（第八批）
- 山丹县李桥水库水利风景区（第九批）
- 阿克塞县金山湖水利风景区（第九批）
- 迭部县白龙江腊子口水利风景区（第十批）
- 临潭县冶力关水利风景区（第十批）
- 民勤县红崖山水库水利风景区（第十一批）
- 敦煌市党河风情线水利风景区（第十一批）
- 玛曲县黄河首曲水利风景区（第十二批）
- 康县阳坝水利风景区（第十三批）
- 卓尼县洮河水利风景区（第十三批）
- 两当云屏河水利风景区（第十四批）
- 崇信龙泽湖水利风景区（第十四批）
- 肃南隆畅河风情线水利风景区（第十四批）
- 庆阳市庆阳湖水利风景区（第十四批）
- 景电水利风景区（第十七批）
- 庆阳西峰清水沟水利风景区（第二十批）

### 青海省（共13家）
- 互助土族自治县南门峡水库水利风景区（第五批）
- 西宁市长岭沟水利风景区（第五批）
- 黄南藏族自治州黄河走廊水利风景区（第七批）
- 大通县黑泉水库水利风景区（第八批）
- 循化县孟达天池水利风景区（第八批）
- 互助县北山水利风景区（第九批）
- 久治县年保玉则水利风景区（第十批）
- 民和县三川黄河水利风景区（第十批）
- 玛多县黄河源水利风景区（第十一批）
- 囊谦县澜沧江水利风景区（第十三批）
- 海西州巴音河水利风景区（第十三批）
- 乌兰县金子海水利风景区（第十三批）
- 玉树通天河水利风景区（第十四批）

### 宁夏回族自治区（共12家）
- 青铜峡市唐徕闸水利风景区（第四批）
- 中卫市沙坡头水利风景区（第五批）
- 银川市艾依河水利风景区（第六批）
- 石嘴山市星海湖水利风景区（第七批）
- 灵武市鸭子荡水利风景区（第十批）
- 石嘴山市沙湖水利风景区（第十一批）
- 中卫市腾格里湿地水利风景区（第十一批）
- 彭阳县茹河水利风景区（第十二批）
- 隆德县清流河水利风景区（第十三批）
- 银川市鸣翠湖水利风景区（第十三批）
- 彭阳阳洼流域水利风景区（第十四批）
- 银川黄河横城水利风景区（第十七批）

### 新疆维吾尔自治区（共13家）
- 拜城县克孜尔水库水利风景区（第四批）
- 巴音郭愣州西海湾明珠水利风景区（第三批）
- 伊犁州喀什河流域龙口水利风景区（第五批）
- 和田市乌鲁瓦提水利风景区（第五批）
- 吐鲁番市坎儿井水利风景区（第六批）
- 塔城市喀浪古尔水利风景区（第七批）
- 玛纳斯县石门子水库水利风景区（第八批）
- 沙湾县千泉湖水利风景区（第十批）
- 天山天池水利风景区（第十一批）
- 巩留县库尔德宁水利风景区（第十三批）
- 岳普湖县达瓦昆沙漠水利风景区（第十三批）
- 巩留县野核桃沟水利风景区（第十三批）
- 喀什吐曼河水利风景区（第十八批）

### 新疆生产建设兵团（共10家）
- 农八师石河子市北湖水利风景区（第一批）
- 五家渠市青格达湖水利风景区（第三批）
- 喀什市西海湾水库水利风景区（第三批）
- 阿拉尔市塔里木多浪湖水利风景区（第四批）
- 阿克苏市千鸟湖水利风景区（第四批）
- 奎屯市双湖水利风景区（第四批）
- 石河子市巴音山庄水利风景区（第五批）
- 石河子市桃源水利风景区（第五批）
- 阿拉尔市塔里木祥龙湖水利风景区（第五批）
- 北屯市福海县布伦托海西海水利风景区（第六批）